# ベネチア超特急
『ルパン三世 ベネチア超特急』（ルパンさんせい ベネチアちょうとっきゅう）は、モンキー・パンチ原作のアニメ『ルパン三世 (TV第2シリーズ)』で1977年11月21日に第8話として放送されたものを劇場用35ミリ版フィルムにブロー・アップ再編集して、1978年3月18日春の「東宝チャンピオンまつり」にて上映したものである。上映時間は24分。
また、この作品はセガ製のシューティングゲーム『ルパン三世 THE SHOOTING』の最初のステージとして登場する。

## ストーリー
ヨーロッパ横断超特急には犯罪組織のボス、ドン・マルチーノと彼が盗み集めた名画や宝石が乗っている。これらを全て強奪しようと計画したルパンであったが、それを知った銭形警部も列車に乗り込んでくる。果たしてルパンはお宝を強奪できるのか?

## 登場人物

### メインキャラクター
- ルパン三世 - 山田康雄
- 次元大介 - 小林清志
- 峰不二子 - 増山江威子
- 石川五ェ門 - 井上真樹夫
- 銭形警部 - 納谷悟朗

### オリジナルキャラクター
- ドン・マルチーノ - 島宇志夫
- ドン・マルチーノの手下 - 沢りつお、石丸博也
- 乗客 - 木原抄二郎
- 乗務員 - 作間功

## スタッフ
- 原作 - モンキー・パンチ
- 企画 - 吉川斌、高橋美光、高橋靖二
- 脚本 - 今野譲
- 音楽 - 大野雄二
- 作画監督 - 北原健雄
- 撮影監督 - 長谷川肇
- 撮影 - 野村隆、金井弘、首藤真平、小林健一
- 演出 - 御厨恭輔
- 絵コンテ - 松浦錠平
- 美術 - 龍池昇
- 製作進行 - 水島定昭
- 原画 - 米川巧真、岡本健一、友永和秀
- 動画 - 大島聡、並木孝、大塚多恵子、相原信洋、保谷由佳、束田久美子
- 背景 - 番野雅好、平松貞三、西巻晶子
- 仕上 - 藤井文子、成沢いずみ、桑野和美、石野順子
- 連載誌 - 週刊Weekly漫画アクション・パワァ・コミックス（双葉社）刊
- 配給 - 東宝株式会社
- 制作協力 - 東京ムービー
- 製作 - 東京ムービー新社・日本テレビ

## 主題歌
オープニングテーマ「ルパン三世のテーマ」
作曲・編曲 - 大野雄二 / 演奏 - ユー&エクスプロージョン・バンド
エンディングテーマ「ルパン三世 愛のテーマ」
作曲・編曲 - 大野雄二 / 演奏 - ユー&エクスプロージョン・バンド
- コロムビアレコード
- 録音 - 東北新社